# Корњану (Бузау)
Корњану (рум. Corneanu) насеље је у Румунији у округу Бузау у општини Одаиле. Oпштина се налази на надморској висини од 352 m.

## Становништво
Према подацима из 2002. године у насељу је живело 40 становника, од којих су сви румунске националности.